# خافيير إتشيفاريا رودريغيز
خافيير إتشيفاريا رودريغيز (بالإسبانية: Javier Echevarría Rodríguez)‏ (و. 1932 – 2016 م) هو كاهن كاثوليكي من إسبانيا. ولد في مدريد. كان عضوًا في أوبوس داي.
توفي عن عمر يناهز 84 عاماً.

## التعليم
تعلم في جامعة القديس توما الأكويني البابوية.